# エッジフィールド郡 (サウスカロライナ州)
エッジフィールド郡 (英: Edgefield County) は、アメリカ合衆国サウスカロライナ州に位置する郡である。2000年現在、人口は24,595人である。この郡庁所在地はエッジフィールドである。

## 地理
アメリカ合衆国統計局によると、この郡は総面積1,312 km2 (507 mi2) である。このうち1,300 km2 (502 mi2) が陸地で12 km2 (5 mi2) が水地域である。総面積の0.92%が水地域となっている。

### 隣接する郡
- サルーダ郡 (北東)
- エイキン郡 (東)
- リッチモンド郡 (南西)
- コロンビア郡 (南西)
- マコーミック郡 (西)
- グリーンウッド郡 (北西)

## 人口動勢

2000年国勢調査に基づくエッジフィールド郡の人口ピラミッド

2000年現在の国勢調査で、この郡は人口24,595人、8,270世帯、及び6,210家族が暮らしている。人口密度は19/km2 (49/mi2) である。7/km2 (18/mi2) の平均的な密度に9,223軒の住宅が建っている。この郡の人種的な構成は白人56.77%、アフリカン・アメリカン41.51%、先住民0.33%、アジア0.24%、太平洋諸島系0.03%、その他の人種0.44%、及び混血0.69%である。ここの人口の2.05%はヒスパニックまたはラテン系である。
この郡内の住民は24.10%が18歳未満の未成年、18歳以上24歳以下が9.80%、25歳以上44歳以下が32.10%、45歳以上64歳以下が23.20%、及び65歳以上が10.90%にわたっている。中央値年齢は36歳である。女性100人ごとに対して男性は112.80人である。18歳以上の女性100人ごとに対して男性は114.80人である。
この郡内の世帯ごとの平均的な収入は35,146米ドルであり、家族ごとの平均的な収入は41,810米ドルである。男性は32,748米ドルに対して女性は23,331米ドルの平均的な収入がある。この郡の一人当たりの収入 (per capita income) は15,415米ドルである。人口の15.50%及び家族の13.00%は貧困線以下である。全人口のうち18歳未満の19.60%及び65歳以上の18.40%は貧困線以下の生活を送っている。

## 都市及び町
- エッジフィールド (Edgefield)
- ジョンストン (Johnston)
- Murphys Estates
- トレントン (Trenton)